# تری کینی
تری کینی (انگلیسی: Terry Kinney؛ زادهٔ ۲۹ ژانویهٔ ۱۹۵۴) هنرپیشه اهل ایالات متحده آمریکا است. وی از سال ۱۹۷۴ میلادی تاکنون مشغول فعالیت بوده‌است.
از فیلم‌هایی که وی در آن نقش داشته‌است، می‌توان به پرواز به خانه، آخرین موهیکان، شرکت، خفتگان، بازی زندگی آن‌ها، مایل‌ها دور از خانه، منطق کویینز، هفت دقیقه در بهشت، سطح زیر کشت فراوان، فرار، خانه شادی، پروژه لارامی و بی‌رحم اشاره کرد.